# Maike Stöckel
Maike Stöckel (Bielefeld, 6 maart 1984) is een Duits hockeyster, die tot op heden (peildatum 12 december 2008) 78 interlands (29 doelpunten) heeft gespeeld voor het Duits vrouwenhockeyteam. Tevens speelde ze 22 zaalinterlands (6 doelpunten). 
Zaalhockey is het domein van de beweeglijke spits, haar debuut voor Duitsland was in de zaal. Op het Europees Kampioenschap te Les Ponts-de-Cé (2002) won zij haar eerste gouden medaille. In 2004 en 2006 volgden nieuwe Europese zaaltitels. Op het Wereldkampioenschap Zaalhockey van 2007 te Wenen moest titelhouder Duitsland met brons genoegen nemen, waar Spanje in de halve finale net sterker bleek (3-4). Met de nationale ploeg nam de aanvalster op het veld deel aan de toernooien om het Wereldkampioenschap 2006 te Madrid en de Olympische Spelen van Peking (2008), echter zonder succes. Naast één gewonnen Champions Trophy te Amstelveen in 2006, volgde in 2007 een Europese titel op het veld. Op 25 augustus 2007 zette Duitsland te Manchester tegenstander Nederland met 2-0 opzij. Stöckel werd met vijf doelpunten topscorer van het toernooi.  
Stöckel begon op vierjarige leeftijd met hockeyen bij HC Essen. Na een overstap naar Club Raffelberg (Duisburg), kwam zij vanaf de zomer van 2004 uit voor Rot-Weiß Köln. Op 8 juli 2007 veroverde zij in Mönchengladbach de Duitse landstitel, Rot-Weiß Köln klopte in de finale Rüsselsheimer RK. In zowel 2005 als 2008 was er een finaleplaats in de Duitse Masters. In het seizoen 2008-2009 kwam zij uit voor het Spaanse Real Club de Polo de Barcelona.
Op 9 juli 2009 werd bekend dat Stöckel in het seizoen 2009-2010 zal uitkomen voor het Haagsche HDM.
In 2007 werd zij door Féderation Internationale de Hockey (FIH) uitverkozen tot Beste vrouwelijke talent van de Wereld. 

## Erelijst
- 2002 –  Europees kampioenschap zaalhockey te Les Ponts-de-Cé (Fra)
- 2004 –  Europees kampioenschap zaalhockey te Eindhoven
- 2004 –  Champions Trophy te Rosario (Arg)
- 2005 –  Wereldkampioenschap –21 te Santiago (Chi)
- 2005 – 5e plaats Champions Trophy te Canberra (Aus)
- 2006 –  Europees kampioenschap zaalhockey te Eindhoven
- 2006 –  Champions Trophy te Amstelveen
- 2006 – 8e plaats WK hockey te Madrid (Spa)
- 2007 –  Champions Trophy te Quilmes (Arg)
- 2007 –  Wereldkampioenschap zaalhockey te Wenen (Oos)
- 2007 –  Europees kampioenschap te Manchester (GBr)
- 2008 –  Champions Trophy te Mönchengladbach (Dui)
- 2008 – 4e plaats Olympische Zomerspelen te Peking (Chn)

## Onderscheidingen
- 2007 – FIH Junior Player of the World